# Franz Anton von Götzen
Franz Anton von Götzen (* 3. Juli 1693 in Olmütz; † 21. November 1738 in Glatz) besaß umfangreiche Ländereien in der Grafschaft Glatz und erwarb sich große Verdienste um die Neuerrichtung der Wallfahrtskirche Albendorf.

## Herkunft
Franz Anton von Götzen entstammte der katholischen schlesischen Linie der Grafen von Götzen. Seine Eltern waren Johann Ernst von Götzen (1667–1707) und Maria Franziska Gräfin von Liechtenstein-Kastelkorn auf Teltsch († 1702). Am Tag seiner Geburt wurde er in der St.-Mauritz-Propsteikirche in Olmütz getauft. Seine Schwester Maria Antonia heiratete 1714 den Generalfeldmarschall Georg Olivier von Wallis.

## Leben
Nach dem frühen Tod des Vaters erbte Franz Anton dessen gesamte Besitzungen in der Grafschaft Glatz, u. a. Eckersdorf, das Freirichtergut und einen weiteren Anteil von Tuntschendorf, den Oberhof in Mittelsteine, die Güter Reichenforst, Gabersdorf, Mühldorf, Wiltsch und Oberhannsdorf, das Freirichtergut Rotwaltersdorf und zwei Grundstücke in Glatz. Nach seiner Verheiratung erwarb er Albendorf, den Dominialanteil in Rothwaltersdorf und Anteile von Niederhannsdorf hinzu.
Große Verdienste erwarb sich Franz Anton von Götzen um die Albendorfer Wallfahrtskirche Mariä Heimsuchung, die unter seinem Patronat stand und deren Neubau er 1716–1721 stiftete, nachdem das einige Jahre vorher errichtete Gotteshaus wegen Baumängeln abgetragen werden musste. Die Bekanntheit Albendorfs förderte er 1731 durch die Neuauflage des bereits 1695 erschienen Bändchens „Marianischer Gnadenthron unserer lieben Frau zu Albendorf“, das die Sagen über die Entstehung der Wallfahrt und die verzeichneten Wunder enthielt. Auf seinem Schloss Scharfeneck errichtete er um 1525 eine dem hl. Johannes von Nepomuk geweihte Kapelle.

## Familie
Am 24. Juni 1714 vermählte er sich in der St.-Nikolaus-Kirche in Neurode mit Maria Anna von Stillfried, Tochter des Freiherrn Raimund von Stillfried-Rattonitz auf Neurode.
Nach Franz Antons Tode erbte sein Sohn Johann Joseph Leonhard von Götzen (1727–1771) dessen Besitzungen. Mit diesem erlosch die katholische schlesische Linie der Reichsgrafen von Götzen. Die Tochter Franziska (1721–1780) heiratete Franz Johann von Magnis (1727–1756) auf Straßnitz und wurde Mutter von Anton Alexander von Magnis.